# 西埼玉地震
座標: 北緯36度09.5分 東経139度14.8分 / 北緯36.1583度 東経139.2467度
西埼玉地震（にしさいたまじしん）は1931年（昭和6年）9月21日11時19分59秒、埼玉県大里郡寄居町付近（北緯36度9.5分、東経139度14.8分）を震源として発生したマグニチュード (Mj) 6.9（USGSはMw6.5）の地震である。震源の深さは3キロメートル (km) であった。深谷断層帯の一部が活動して発生したと考えられている。

## 各地の震度
震度5を観測した地点は以下の通り。関東地方の大部分が震度5以上の強震区域に入る。
旧吹上村（現：鴻巣市吹上）付近では推定される最大加速度が震源に近い熊谷よりも大きく家屋の全壊率も高いことから、より強い揺れが発生したと考えられる。現地調査により、埼玉県内の一部地域で「烈震」（震度6相当）の揺れが発生したことが報告されている。
| 震度               | 都道府県 | 観測所                                                 |
| ------------------ | -------- | ------------------------------------------------------ |
| 烈震 (6相当・推定) | 埼玉県   | 吹上村、笠原村、常光村、深谷町、明戸村、兒玉町、金屋村 |
| 5                  | 茨城県   | 水戸・筑波山測候所・柿岡                               |
| 5                  | 栃木県   | 足尾測候所                                             |
| 5                  | 群馬県   | 前橋                                                   |
| 5                  | 埼玉県   | 熊谷                                                   |

## 被害
地震の有感域は東北地方から近畿地方に及び、関東地方の各地で強い揺れを感じ、広い範囲で震度5が観測された。この地震により、埼玉県内では16人が死亡し、負傷者は146人に達した。家屋被害は全壊206戸、半壊286戸、火災も発生した。犠牲者や家屋被害は資料によって差違があり、負傷者114名、全壊家屋207戸とする資料もある。
揺れが強かった地域では、いたるところに地面の亀裂が生じ、地盤液状化による地下水や土砂の噴出、井戸水の濁りなどが広い範囲で見られた。また、隣接する群馬県でも死者5人、負傷者30人、全壊家屋13棟の被害が出た。余震は最大でおよそ2週間後に発生したM5.6の地震があり、3週間ほど先まで続いた。

## 地震像
P波の解析から震央は深谷断層帯の櫛挽断層の南端付近で、走向N160°E、傾斜80°S、長さ20 km、幅10 km と推定されている。